# Seosin-myeon
Seosin-myeon (koreanska: 서신면) är en socken i den nordvästra delen av Sydkorea,  50 km sydväst om huvudstaden Seoul. Den ligger i kommunen Hwaseong i provinsen Gyeonggi. Till Seosin-myeon tillhör förutom ett antal mindre öar även ön Jebudo.